# Andrew Divoff
Andrew Daniel Divoff (San Tomé, em Russo: Андрей Дивов, pronuncia-se como Divov) é um ator venezuelano, mais conhecido por seu papel como o gênio do mal Djinn nos dois primeiros filmes da série Wishmaster e os vilões Cherry Ganz em Another 48 Hrs., Boris Bazylev em Air Force One, Ivan Sarnoff em CSI: Miami e Mikhail Bakunin em Lost.

## Biografia
Divoff nasceu em San Tomé, Venezuela. Seu pai é Russo e sua mãe é Venezuelana. Ele viveu em Vilassar de Mar (Espanha), entre 1973 e 1977. O ator também constantemente viaja aos Estados Unidos. Divoff é fluente em oito línguas: Inglês, Castelhano, Italiano, Francês, Alemão, Catalão, Português, e Russo. Ele costumava falar Romeno mas esqueceu da língua pois não tinha com quem praticar.

## Carreira
Divoff já interpretou diversos vilões no cinema e na televisão, normalmente traficantes de drogas, e é mais conhecido pelo papel do nefasto Djinn nos dois primeiros filmes da série Wishmaster. Seus outros filmes incluem Another 48 Hrs., The Hunt for Red October, Air Force One e Toy Soldiers. As participações de Divoff na televisão são The A-Team, JAG e Highlander: The Series.
Divoff teve um papel recorrente em Lost como Mikhail Bakunin, um russo membro dos Outros que viveram na estação Chama da Dharma Initiative. Ele apareceu em "The Cost of Living", e depois em "Enter 77" e "Par Avion". Sua última aparição, em flashbacks, é em "One of Us" e reapareceu nos episódios "D.O.C.", "The Man Behind the Curtain", "Through the Looking Glass" e "The Package".
O último papel recorrente de Divoff é como Ivan Sarnoff em CSI: Miami na 7ª temporada (2008–2009). Ivan Sarnoff era um líder da máfia russa que possuía um estúdio de MMA em Raging Cannibal. Ivan também apostou numa corrida de cavalos em And They're Offed. Em seguida, Ivan tem como alvo a equipe de CSI em Target Specific. No último episódio da temporada, Ivan escapa de uma tentativa de assassinato pela máfia russa em Seeing Red. Divoff interpretou o papel principal no filme de horror flick The Dead Matter.

## Vida pessoal
Divoff foi casado com a atriz russa Raissa Danilova e teve um relacionamento com a modelo e escritora russa Marina Drujko.

## Filmografia

### Cinema
- Neon Maniacs (como Doc), 1986
- Mac and Me (como Policial #2), 1988
- The Hunt for Red October (como Oficial da Foxtrot Weapons), 1990
- Another 48 Hrs. (como Cherry Ganz), 1990
- Graveyard Shift (como Danson), 1990
- Toy Soldiers (como Luis Cali), 1991
- Back in the USSR (como Dimitro), 1992
- Interceptor (como Capt. Winfield), 1992
- Running Cool (como Bone), 1993
- Extreme Justice (como Angel), 1993
- A Low Down Dirty Shame (como Mendoza), 1994
- Dangerous Touch (como Johnnie), 1994
- Oblivion (como Redeye / Einstein), 1994
- Hong Kong 97 (como Malcolm Goodchild), 1994
- The Random Factor (como Jake Anders), 1995
- The Stranger (como Angel), 1995
- Xtro 3: Watch the Skies (como Fetterman), 1995
- Magic Island (voz de Blackbeard), 1995
- Deadly Voyage (como Romachenko), 1996
- Oblivion 2: Backlash (como Jaggar / Einstein), 1996
- For Which He Stands (como Paulo), 1996
- Adrenalin: Fear the Rush (como Sterns), 1996
- Nemesis 4: Death Angel (como Bernardo), 1996
- Blast (como Omodo), 1997
- Air Force One (como Boris Bazylev), 1997
- Touch Me (como Dr. Vachenko), 1997
- Wishmaster (como Djinn/Nathaniel Demerest), 1997
- Killers in the House (como Delaney Breckett), 1998
- Acapulco H.E.A.T. (como Raven), 1998
- Stealth Fighter (como Roberto Menendez), 1999
- Wishmaster 2: Evil Never Dies (como Djinn/Nathaniel Demerest), 1999
- Captured (como Robert Breed), 1999
- Down 'n Dirty (como Jimmy), 2000
- Lockdown (como Gendarme), 2000
- Faust: Love of the Damned (como M), 2001
- Blue Hill Avenue (como Detetive Tyler), 2001
- Knight Club (como Krukov), 2003
- The Librarians (como Marcos), 2003
- Forbidden Warrior (como Ujis-Aka), 2004
- Moscow Heat (como Secretário Weston), 2004
- Dr. Rage (como Dr. Timothy Straun), 2005
- Sharkskin 6 (como Eddie), 2005
- American Dreamz (como Chinese Translator), 2006
- Chicago Massacre: Richard Speck (como Jack Whitaker), 2007
- Treasure Raiders (como Cronin), 2007
- The Rage (como Dr. Viktor Vasilienko), 2007
- Indiana Jones and the Kingdom of the Crystal Skull (como Soldado Russo), 2008
- Boston Strangler: The Untold Story (John Marsden), 2008
- Magic Man (como Rudolph Treadwell), 2009
- The Dead Matter (como Vellich), 2010
- Night of the Living Dead 3D: Re-animation (como Gerald Tovar, Jr), 2012
- Bad Asses (como Leandro Herrera), 2014

### Videogames
- Command & Conquer: Red Alert 3 (como General Nikolai Krukov), 2008 (VG)
- Lost: Via Domus (como Mikhail Bakunin), 2008 (VG)
- Call of Duty: Black Ops (como Lev Kravchenko), 2010 (VG)
- Call of Duty: Black Ops II (como Lev Kravchenko), 2012 (VG)

### Televisão
- The A-Team (nos episódios "Firing Line" e "Dishpan Man"), 1986
- The Adventures of Brisco County, Jr (no episódio "Pirates!" como Blackbeard LaCutte), 1993
- Walker, Texas Ranger (no episódio "Deep Cover" como Carlos Darius), 1995
- Highlander: The Series Episódio "A Bad Day in Building A" como Bryan Slade (1992) e "Little Tin God" as Gavriel Larca (1996)
- Nash Bridges 1997, 2001
- Alias 4ª temporada, 2005
- The Unit 1ª temporada, 2006
- Lost (nos episódios "The Cost of Living", "Enter 77",  "Par Avion", "One of Us", "D.O.C.", "The Man Behind the Curtain", "Through the Looking Glass" e "The Package" como Mikhail Bakunin), 2006–2007 e 2010
- Burn Notice (no episódio "Comrades" como Ivan), 2008
- Leverage (no episódio "The Marriage Job" como Sergei), 2008
- CSI: Miami (nos episódios "Raging Cannibal" e "And They're Offed" como Ivan Sarnoff), 2008–2009
- Law & Order: Special Victims Unit (no episódio "Wildlife" como André Bushido), 2008
- Criminal Minds (no episódio "Bloodline" como Pai), (2009)
- The Good Guys (no episódio "Pilot" como Pedro), 2010
- Nikita  (no episódio "Reunion" como Krieg), 2013
- Colony (no episódio "Lost Boy" como Embaixador King), 2017